# Kościół św. Małgorzaty w Leicesterze
Kościół św. Małgorzaty (ang. St Margaret's Church) – kościół położony w Leicesterze w Wielkiej Brytanii przy ulicy St. Margaret's Way w centrum miasta.
Kościół anglikański, zabytkowy wybudowany w XIII wieku. Kościół posiada czternaście dzwonów usytuowanych na wieży kościoła. W kościele znajdują się organy, które są wpisane do Krajowego Rejestru Organów Zabytkowych w Wielkiej Brytanii.
Przy kościele znajduje się cmentarz, który zawiera 1765 grobów.